# Gottfried Weilenmann
Pour les articles homonymes, voir Weilenmann.
Gottfried Weilenmann (né le 29 mars 1920 à Amriswil et mort le 8 novembre 2018) est un coureur cycliste suisse.

## Biographie

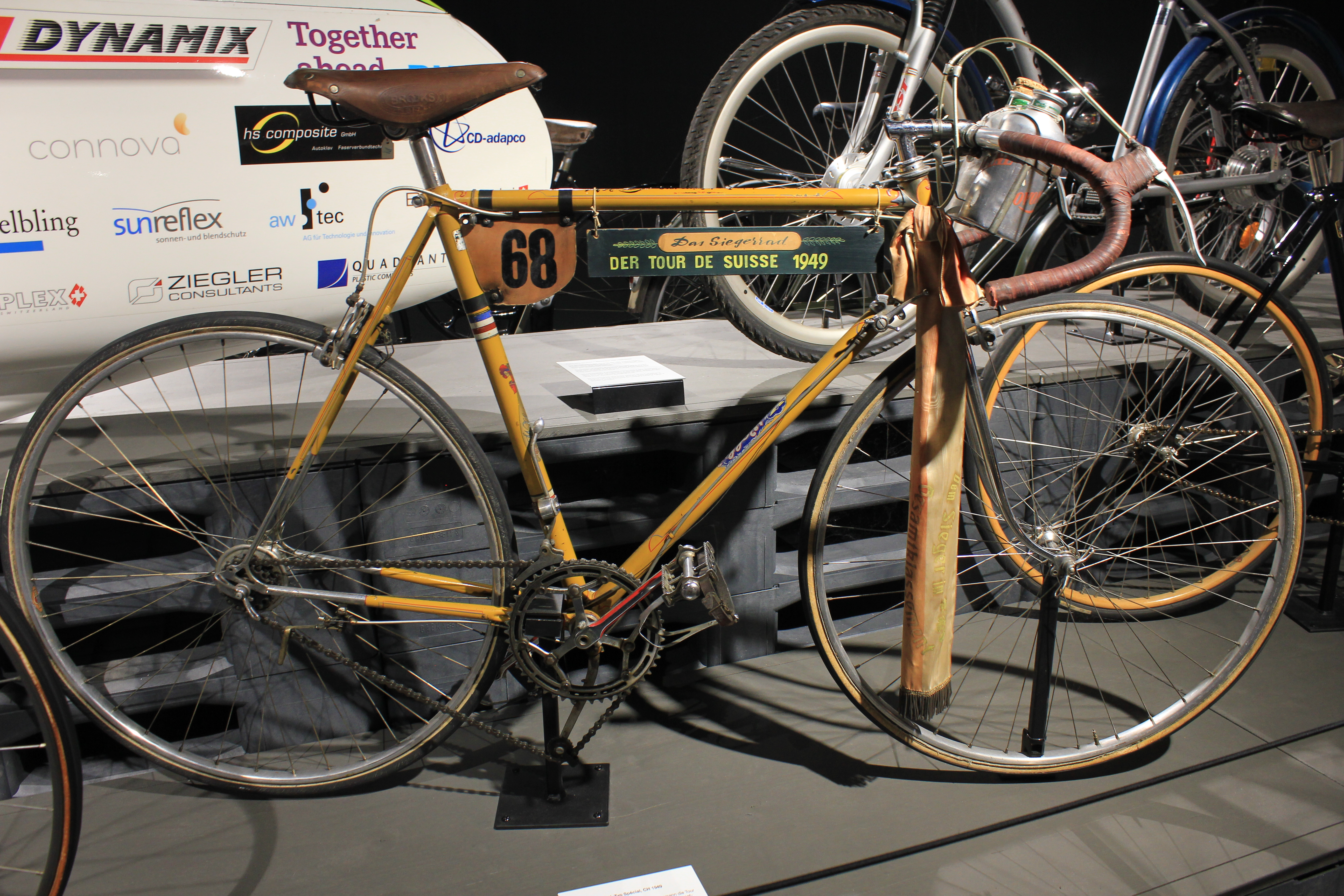
Gottfried Weilenmann a utilisé ce vélo pour gagner le Tour de Suisse en 1949.

Professionnel de 1945 à 1952, Gottfried Weilenmann a notamment remporté le Tour de Suisse en 1949 et le championnat de Suisse sur route en 1952. Cette année-là, il s'est classé deuxième du championnat du monde sur route, derrière Heinz Müller. Son frère Leo a également été coureur professionnel durant la même période. Leur père Gottfried a fait partie de l'équipe suisse de poursuite par équipes aux Jeux olympiques de 1924.

## Palmarès sur route

### Palmarès amateur
- 1941
  - 2e du championnat de Suisse sur route amateurs
  - 3e du Tour du Tessin amateurs
- 1942
  -  Champion de Suisse sur route amateurs
  - 2e du Tour du lac léman amateurs
  - 3e du Tour du Tessin amateurs
- 1943
  - Tour du Léman amateurs
  - 3e du Tour du Tessin amateurs
- 1944
  - Championnat de Zurich amateurs
  - 2e de À travers Lausanne
  - 3e du championnat de Suisse sur route amateurs

### Palmarès professionnel
- 1945
  - 2e du Circuito del Norte
  - 2e de À travers Lausanne
  - 3e du Tour du lac Léman
- 1946
  - 2e du Tour de Catalogne
  - 2e du Grand Prix de Lugano
  - 3e de Zurich-Lausanne
- 1949
  - Classement général du Tour de Suisse
  - 2e du Tour du Tessin
  - 2e du Tour du Nord-Ouest de la Suisse
  - 3e du Championnat de Zurich
- 1950
  - 3e du championnat de Suisse sur route
- 1952
  -  Champion de Suisse sur route
  -  Médaillé d'argent du championnat du monde sur route
  - 5e de la Flèche wallonne
  - 8e de Liège-Bastogne-Liège

## Résultats sur les grands tours

### Tour de France
5 participations
- 1947 : 17e
- 1949 : 39e
- 1950 : 50e
- 1951 : 50e
- 1952 : 12e

### Tour d'Italie
2 participations
- 1950 : 45e
- 1952 : 39e

## Palmarès sur piste
- 1943
  -  Champion de Suisse de poursuite par équipes amateurs